# KM-233
KM-233 je leki koji je analogan sa Δ8-tetrahidrokanabinolom (THC), manje potentnim ali stablinijim izomerom aktivne komponente kanabisa. KM-233 se razlikuje od Δ8-THC po tome što je pentilni bočni lanac zamenjen 1,1-dimetilbenzil grupom. On ima visok in vitro afinitet vezivanja za CB1 i CB2 receptore, sa CB2 afinitetom od 0,91 nM i 13x selektivnošću u odnosu na CB1 receptor. U životinjskim studijama je utvrđeno da je efektivan u tretmanu glioma, forme moždanog tumora. Veliki broj srodnih analoga je poznat, kod kojih je 1,1-dimetilbenzil grupa supstituisana drugim grupama.